# Brachycentrus adoxus
Brachycentrus adoxus är en nattsländeart som beskrevs av Mclachlan 1880. Brachycentrus adoxus ingår i släktet Brachycentrus och familjen bäcknattsländor. Inga underarter finns listade i Catalogue of Life.